# 정신신경면역학
정신신경면역학(精神神經免疫學,Psychoneuroimmunology ,PNI) 또는 심리신경면역학은 중추 신경계, 자율 신경계, 내분비계와 면역계 그리고 스트레스와의 관계를 깊이있게 연구하는 학문 분야이다.
한편 PENI(psychoendooneuroimmunology) 또는 PNEI(psychouroendocrinoimmunology)라고도하는 심리신경면역학(PNI,Psychoneuroimmunology)은 심리적 과정과 인체의 신경계 및 면역계 사이의 상호 작용에 대한 연구로 발전하였다. PNI는 심리학, 신경 과학, 면역학, 생리학, 유전학, 약리학, 분자 생물학, 정신과, 행동 의학, 전염병, 내분비학 및 류마티스학등 관련학문을 통합하여 학제간 접근 방식을 취한다.

## 같이 보기
- 생물심리학